# Roxana Geambașu
Roxana Geambașu (cunoscută în țările de limbă engleză ca Roxana Geambasu) este o specialistă în computere româno-americană, originară din România, care este profesor universitar asociat (conform en  associate professor) de informatică la universitatea privată, axată pe cercetare, Universitatea Columbia din New York City. Domeniile și subiectele sale de cercetare includ cloud computing, securitate, intimitatea comunicării și sisteme de operare.

## Educație
Originară din Ploiești, Roxana Geambașu este absolventă a Universității Politehnice din București, în 2005 și șefă de promoție a facultății de Facultății de Automatică și Calculatoare. Ulterior, a continuat să studieze în Statele Unite ale Americii pentru studii de obținere unui masterat și al unui titlu doctoral în informatică la Universitatea din Washington din orașul Seattle. 
În aceste studii, Geambașu a devenit unii din primii studenți doctorali care au fost sponzorizați, în cercetarea lor de tip informatic, de către divizia de cercetare a companiei Google, în cadrul programului acesteia numit Google PhD Fellows. În anul 2011, Roxana Geambașu a completat studiile doctorale, susținând apoi dizertația sa doctorală în fața a trei consultanți doctorali, Steve Gribble, Tadayoshi Kohno și Hank Levy. Titlul lucrării sale de doctorat în Computer Science este Redobândirea controlului asupra datelor mobile și din cloud, conform originalului Regaining Control over Cloud and Mobile Data.

## Contribuții
În timpul studiilor sale doctorale, Geambașu a fost conducătoarea proiectului, propus de ea însuși, en  Vanish (Dispari sau Dispariție), un proiect încununat de succes, care protejează datele conținute în orice formă de poștă electronică, utilizând așa numitul algoritm al datelor autodistructive (conform termenului self-destructing data}.
În 2014, după ce lucrase deja la Universitatea Columbia încă de la susținerea tezei de doctorat, o echipă de cercetători a universității new-york-eze, condusă de Geambașu, a dezvoltat și testat un program de software, numit XRay, ce este capabil de a detecta corelațiile și conexiunile dintre diferite reclame arătate unor subiecți și datele personale ale acelorași subiecți. Cu ajutorul acestui program de „radiografiere” a mesajelor email (personale și/sau de afaceri), echipa Roxanei Geambașu a demonstrat, cu evidențe clare, că toate tipurile de reclame folosite de platforma Gmail, până în noiembrie 2014, ținteau cu precizie modalitatea de a efectua și a distribui reclame bazată pe informații personale sensibile, chiar legate de intimitatea subiecților.

## Recunoaștere
Popular Science, o cunoscută revistă de știință din Statele Unite, a categorisit Geambașu ca fiind una din „cei zece brilianți ai [anului] 2014” (conform , "the 2014 brilliant ten") pentru munca sa de mare calitate și succes în identificarea, demonstrarea și urmărirea  modului în care corporațiile folosesc datele personale ale utilizatorilor produselor lor. În anul 2016, ca urmare a contribuțiilor sale, Roxana Geambașu a primit o bursă specială de continuare a cercetărilor sale, en  Sloan Research Fellowship.